# Erzbistum Cali
Das Erzbistum Cali (lat.: Archidioecesis Caliensis, span.: Arquidiócesis de Cali) ist eine in Kolumbien gelegene römisch-katholische Erzdiözese mit Sitz in Cali.

## Geschichte
Das Erzbistum Cali wurde am 7. Juni 1910 durch Papst Pius X. aus Gebietsabtretungen des Erzbistums Popayán als Bistum Cali errichtet. Es wurde dem Erzbistum Popayán als Suffraganbistum unterstellt. Am 1. Mai 1927 gab das Bistum Cali Teile seines Territoriums zur Gründung der Apostolischen Präfektur Tumaco ab. Weitere Gebietsabtretungen erfolgten am 14. November 1952 zur Gründung des Apostolischen Vikariates Buenaventura, am 17. Dezember 1952 zur Gründung des Bistums Palmira und am 16. März 1962 zur Gründung des Bistums Cartago.
Am 20. Juni 1964 wurde das Bistum Cali durch Papst Paul VI. mit der Apostolischen Konstitution Quamquam Christi zum Erzbistum erhoben. Das Erzbistum Cali gab am 29. Juni 1966 Teile seines Territoriums zur Gründung des Bistums Buga ab.

## Ordinarien

### Bischöfe von Cali
- Heladio Posidio Perlaza Ramírez, 1911–1926
- Luis Adriano Díaz Melo, 1927–1947
- Julio Caicedo Téllez SDB, 1948–1958
- Francisco Gallego Pérez, 1958–1960
- Alberto Uribe Urdaneta, 1960–1964

### Erzbischöfe von Cali
- Alberto Uribe Urdaneta, 1964–1985
- Pedro Rubiano Sáenz, 1985–1994, dann Erzbischof von Bogotá
- Isaías Duarte Cancino, 1995–2002
- Juan Francisco Sarasti Jaramillo CIM, 2002–2011
- Darío de Jesús Monsalve Mejía, 2011–2022
- Luis Fernando Rodríguez Velásquez, seit 2022